# گلبدین
گَلَبَدین (به لاتین: Gələbədin) یک منطقه مسکونی در جمهوری آذربایجان است که در شهرستان آغجه‌آباد واقع شده است. گلبدین ۱۱۸۰ نفر جمعیت دارد.